# Laphria flavidorsum
Laphria flavidorsum är en tvåvingeart som beskrevs av Matsumura 1916. Laphria flavidorsum ingår i släktet Laphria och familjen rovflugor. Inga underarter finns listade i Catalogue of Life.